# Lotta Hedlund
Charlotte Jean (Lotta) Hedlund, tidigare Walker, ogift Butler, född 10 mars 1944 i Pittsburgh, Pennsylvania, USA, är en amerikansk-svensk sångerska.
Hon föddes i USA som dotter till Louis Butler och Pokahuntas, ogift Shephard. När hon i mitten av 1960-talet var på Sverigeturné med sin grupp The Sherrys träffade hon Svenne Hedlund från Hep Stars. Hon kom i The Hep Stars senare karriär att göra inhopp som solist på skivor och under turnéer. Hon var den ena hälften i sångarduon Svenne & Lotta tillsammans med sin make Sven Hedlund. 
I början av 2000-talet sjöng Lotta Hedlund in en reklamjingel för Eniro 118 118 som hördes i både radio och tv. 2007 släppte Lotta Hedlund singeln "Bad Girl" och gjorde därmed solodebut på skiva.
Medan Lotta Hedlund ännu bodde i USA gifte hon sig första gången 1960 med Tomas Walker och fick tre barn, födda 1960, 1961 och 1962. Andra gången var hon gift mellan 1969 och 2014 med Svenne Hedlund och fick en dotter 1971. Hon är bosatt i Sävsjö.